# Judendicktenberg
Der Judendicktenberg ist eine 74,6 m ü. NHN hohe Erhebung in Buckow im Naturpark Märkische Schweiz im Landkreis Märkisch-Oderland in Brandenburg. Sie liegt rund einen Kilometer östlich des Stadtzentrums.